# Eucalyptus dumosa
Eucalyptus dumosa ist eine Pflanzenart innerhalb der Familie der Myrtengewächse (Myrtaceae). Sie kommt im Zentrum und im Süden von New South Wales, im Zentrum und im Westen von Victoria, sowie im Südosten und im Süden von South Australia vor und wird dort englisch „Bunurduck“, „Congoo Mallee“, „Dumosa Mallee“, „Waikerie Mallee“, „Weir Mallee“ oder „White Mallee“ genannt.

## Beschreibung

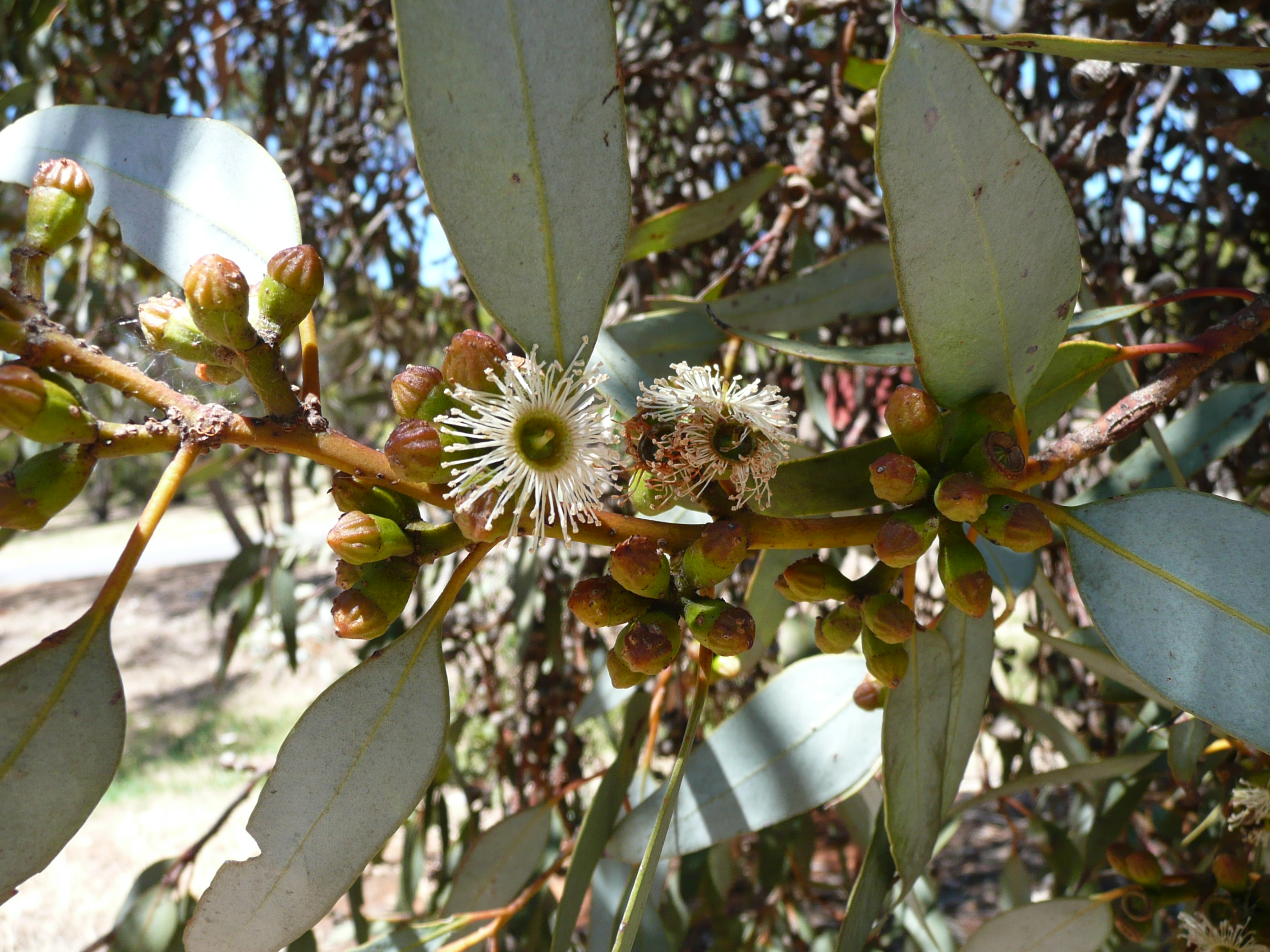
Gestielte Laubblätter und Blütenstände mit geöffneten Blüten sowie Blütenknospen

### Erscheinungsbild und Blatt
Eucalyptus dumosa wächst als Baum oder in der Wuchsform der Mallee-Eukalypten, dies ist eine Wuchsform, die mehr strauchförmig als baumförmig ist, es sind meist mehrere Stämme vorhanden, die einen Lignotuber ausbilden; es werden Wuchshöhen von bis zu 8 Meter, gelegentlich auch 12 Meter, erreicht. Die Borke ist am gesamten Baum glatt, weiß, grau bis oder gelb und schält sich in langen Bändern. Die Rinde der jungen Zweige ist grün. Sowohl im Mark der jungen Zweige als auch in der Borke gibt es Öldrüsen.
Bei Eucalyptus dumosa liegt Heterophyllie vor. Die Laubblätter sind stets in Blattstiel und Blattspreite gegliedert. An jungen Exemplaren ist die Blattspreite eiförmig und matt grau-grün. An mittelalten Exemplaren ist die matt grau-grüne Blattspreite bei einer Länge von etwa 14 cm und einer Breite von etwa 6 cm eiförmig, gerade und ganzrandig. Die auf Ober- und Unterseite gleichfarbig matt grau-grüne Blattspreite an erwachsenen Exemplaren ist bei einer Länge von 7 bis 10 cm und einer Breite von 1 bis 2 cm lanzettlich, relativ dick, gerade, ganzrandig, verjüngt sich zur Spreitenbasis hin und besitzt ein spitzes oberes Ende. Die kaum sichtbaren Seitennerven gehen in einem spitzen Winkel vom Mittelnerv ab. Die Keimblätter (Kotyledone) sind verkehrt-nierenförmig.

### Blütenstand und Blüte
Seitenständig an einem 10 bis 16 mm langen und im Querschnitt stielrunden oder kantigen Blütenstandsschaft stehen in einem einfachen Blütenstand sieben bis elf Blüten zusammen. Der Blütenstiel ist bei einer Länge von 1 bis 3 mm stielrund. Die nicht blaugrün bemehlten oder bereiften Blütenknospen sind bei einer Länge von 5 bis 10 mm und einem Durchmesser von 4 bis 5 mm zylindrisch, ei- oder spindelförmig. Die Kelchblätter bilden eine Calyptra, die früh abfällt. Die gerippte oder gestreifte Calyptra ist konisch, halbkugelig oder manchmal schnabelförmig, kürzer als und ebenso breit wie der glatte Blütenbecher (Hypanthium). Die Blüten sind weiß oder cremeweiß. Die Blütezeit reicht vom Spätsommer bis Mitte des Herbstes.

### Frucht und Samen
Die Frucht ist bei einer Länge von 6 bis 9 mm und einem Durchmesser von 5 bis 7 mm zylindrisch oder eiförmig und mehr oder weniger gerippt. Der Diskus ist eingedrückt oder flach, die Fruchtfächer sind auf der Höhe des Randes oder stehen leicht heraus.

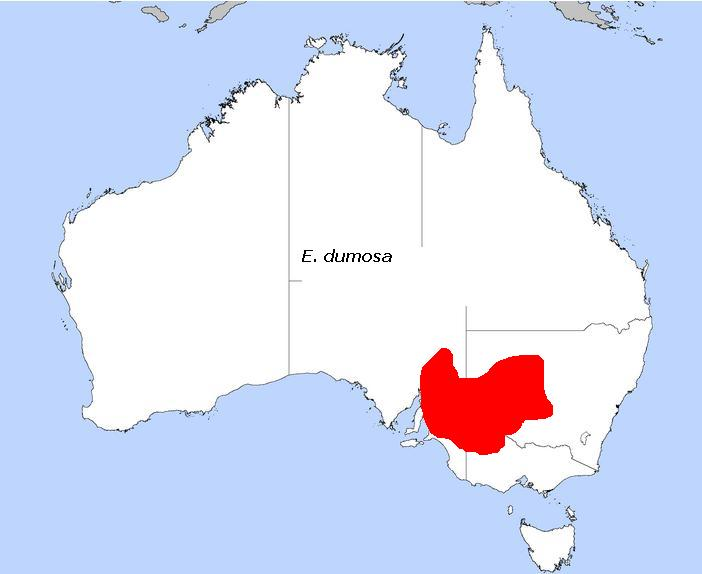
Hauptverbreitungsgebiet

Die Samen sind rot.

## Vorkommen
Das natürliche Verbreitungsgebiet von Eucalyptus dumosa ist das Zentrum und der Westen von New South Wales westlich von West Wyalong und südlich von Louth. Südlich von Gilgandra gibt es eine isolierte Population. Eucalyptus dumosa kommt auch im zentralen und westlichen Victoria sowie im Südosten und Süden von South Australia vor.
Eucalyptus dumosa ist eine der dominanten Arten der Pflanzengesellschaften im Malleebuschland auf rotem, angewehten Sand.

## Systematik
Die Erstbeschreibung von Eucalyptus dumosa erfolgte 1820 durch John Oxley in Journal of Two Expeditions into the Interior of New South Wales, Volume 63, in obs. Das Artepitheton dumosa ist vom lateinischen Wort „dumosus“ für zwergenhaft abgeleitet und bezieht sich auf die geringe Wuchshöhe. Synonyme für Eucalyptus dumosa A.Cunn. ex J.Oxley sind Eucalyptus dumosa A.Cunn. ex J.Oxley subsp. dumosa nom. inval., Eucalyptus dumosa A.Cunn. ex J.Oxley var. dumosa, Eucalyptus incrassata var. dumosa (A.Cunn. ex J.Oxley) Maiden, Eucalyptus muelleri Miq. und Eucalyptus lamprocarpa F.Muell. ex Miq.
Intergradationen von Eucalyptus dumosa mit Eucalyptus cretata und Eucalyptus gysophila wurden festgestellt.

## Nutzung
Aus den Laubblättern von Eucalyptus dumosa wird kommerziell cineolbasiertes Eukalyptusöl destilliert.